# Stade Brestois 29 2013-2014
Questa voce raccoglie le informazioni riguardanti lo Stade Brestois 29 nelle competizioni ufficiali della stagione 2013-2014.

## Rosa
Rosa aggiornata al 26 novembre 2013.
| N. |                           | Ruolo | Calciatore       |
| -- | ------------------------- | ----- | ---------------- |
| 1  | Francia (bandiera)        | P     | Alexis Thébaux   |
| 3  | Francia (bandiera)        | D     | Simon Falette    |
| 4  | Francia (bandiera)        | D     | Johan Martial    |
| 5  | Francia (bandiera)        | D     | Bernard Mendy    |
| 6  | Francia (bandiera)        | C     | Bruno Grougi     |
| 7  | Togo (bandiera)           | A     | Jonathan Ayité   |
| 8  | Costa d'Avorio (bandiera) | D     | Ismaël Traoré    |
| 9  | Francia (bandiera)        | A     | Nicolas Verdier  |
| 10 | Francia (bandiera)        | C     | Geoffrey Dernis  |
| 11 | Francia (bandiera)        | C     | Dominique Pandor |
| 13 | Francia (bandiera)        | C     | Abel Khaled      |
| 14 | Francia (bandiera)        | D     | Wilfried Moimbé  |

| N. |                    | Ruolo | Calciatore        |
| -- | ------------------ | ----- | ----------------- |
| 15 | Francia (bandiera) | D     | Florian Lejeune   |
| 18 | Francia (bandiera) | C     | Diallo Guidileye  |
| 19 | Francia (bandiera) | C     | Benoît Lesoimier  |
| 21 | Algeria (bandiera) | D     | Brahim Ferradj    |
| 22 | Francia (bandiera) | D     | Ousmane Coulibaly |
| 23 | Francia (bandiera) | C     | Manuel Pérez      |
| 24 | Francia (bandiera) | C     | Tripy Makonda     |
| 25 | Francia (bandiera) | C     | Johann Ramaré     |
| 27 | Francia (bandiera) | C     | Florian Julien    |
| 28 | Francia (bandiera) | D     | Thimothée Diéng   |
| 29 | Francia (bandiera) | D     | André Auras       |
| 30 | Francia (bandiera) | P     | Mathieu Kervestin |